# Helfen Sie mir!
Helfen Sie Mir! war eine Doku-Soap auf RTL, die vom 10. August 2009 bis 21. August 2009 um 17 Uhr ausgestrahlt wurde. Schauspieler und Laiendarsteller stellten dramatische Ereignisse nach (Kind liegt bewusstlos auf dem Grund eines Pools, gewalttätiger Ex-Mann randaliert an Wohnungstür, verzweifelter Ehemann will vom Balkon springen). Man konnte die gespielten Notrufe vom Unfallort zur Rettungsleitstelle per Schriftzug mitverfolgen. Helfen Sie Mir! war die Nachfolgesendung von Notruf (1992–2006) mit Hans Meiser. Entwickelt wurde die Sendung von Constantin Entertainment. Die Doku-Soap erreichte Marktanteile von bis zu 15,6 % in der werberelevanten Zielgruppe, trotzdem wurde sie nach nur 10 Folgen à 2 Episoden eingestellt.
Die Serie erlangte im Folgejahr noch einmal mediale Erwähnung, da die deutsche Teilnehmerin und Siegerin des Eurovision Song Contest 2010, Lena Meyer-Landrut, darin nackt und mit einem männlichen Begleiter in einem Freibad bei Nacht zu sehen war, weitere Rollen spielten unter anderem: Angelo Serdar Basar, Alexander Kurczyk, Waltraud Fink, Zulma Angelica und Bettina Hedrich.